# آلفرد جونز (بازیکن فوتبال، زاده ۱۹۰۰)
آلفرد جونز (انگلیسی: Alfred Jones؛ ۱۰ ژانویه ۱۹۰۰ – ۱۹۵۹ (۵۸−۵۹ سال)) بازیکن فوتبال اهل بریتانیا بود.
از باشگاه‌هایی که در آن بازی کرده‌است می‌توان به باشگاه فوتبال ورکسام اشاره کرد.